# 同志社生活協同組合
同志社生活協同組合（どうししゃせいかつきょうどうくみあい）は同志社大学、同志社女子大学等、学校法人同志社の関連校の大学生協。安部磯雄によって結成された日本最初の学生消費組合を起源とする。

## 歴史
- 1898年 安部磯雄により、日本最初の学生消費組合が結成される（1年ほどで解散[1]）。
- 1921年 大学理事らによる同志社購買組合創立。
- 1927年 同志社労働者ミッション設立。同志社学生消費組合設立。
- 1928年 同志社労働者ミッション、同志社購買組合を引き受け、有限責任購買組合同志社消費組合と改称する。
- 1929年 能勢克男を中心とする元同志社労働者ミッションの一部有志が京都家庭消費組合を設立。組合活動を校外で展開。
- 1936年 命令により、京都消費組合解散。
- 1946年 学友会により、「厚生団」と「同志社大学学生協同組合」が設立。
- 1953年 「同志社大学協同組合」が創立。
- 1957年 「同志社大学消費生活協同組合」創立。現在の同志社生協の直系の前身である。機関紙『東と西と』創刊。
- 1958年 法人認可。
- 1961年 同志社大学新町キャンパスに地下食堂を開設。
- 1962年 同志社高校食堂・購買が生協へ移管。
- 1966年 学生会館に理容部・書籍部を開設。
- 1971年 同志社中学校食堂を開設。
- 1972年 文化事業部（現プレイガイド・旅行カウンター）を設置。
- 1986年 同志社大学田辺校地（現京田辺キャンパス）に生協施設（食堂、購買、書籍部等）を設置。
- 1991年 組合員証を磁気カード化。
- 1994年 同志社大学田辺校地に紫苑館食堂・メディアショップを開設。
- 1996年 同志社女子大学に店舗開設。
- 1997年 同志社大学弘風館ショップ及び同志社女子大学にコンビニ型ショップを開設。「同志社大学消費生活協同組合」を「同志社生活協同組合」に改称。
- 1998年 同志社女子大学今出川キャンパスの心和館食堂を生協に移管。
- 2000年 同志社女子大学書籍部を生協に移管、同志社女子大学京田辺キャンパス友和館内に食堂・カフェテリア・キャンパスストア・ブックストア開設。
- 2002年 大学会館建て替え。
- 2003年 同志社大学京田辺キャンパス同志社ローム記念館にベーカリーカフェ「Johermi（ジョアミ）」を開設。
- 2005年 同志社大学新町キャンパスに新町ショップ、新町カフェテリアを開設。
- 2007年 設立50年。同志社大学京田辺キャンパス生協食堂を改装、「京田辺カフェテリア」に改称。
- 2008年 発祥110年。同志社大学京田辺キャンパスに「ディヴィス・カフェ」を開設。
- 2009年 臨時総代会にて「再建計画2010-2012」を決議。
- 2010年 ミールカード、学生生活110番を新規取り扱い、食堂改革を実施。
- 2011年 学生証と一体となった電子マネーを導入。
- 2012年 今出川校地で大学新棟「良心館」に食堂、購買、書籍、旅行、本部が新施設として開設。
- 2012年 京田辺校地の生協店舗が再編。書籍部と旅行カウンター、購買部とメディアショップを統合する。

## 施設・店舗

### 同志社大学

#### 今出川キャンパス
- 良心館 ブック＆ショップ
- 良心館 旅行カウンター
- 良心館 コンビニ
- 良心館 住まい斡旋カウンター
- 良心館 食堂
- 明徳館 食堂
- erica
- 今出川組合員センター

#### 新町キャンパス
- 新町ショップ
- 新町カフェテリア

#### 京田辺キャンパス
- 京田辺ショップ
- 京田辺カフェテリア
- 京田辺ブック＆トラベル
- 京田辺組合員センター
- 京田辺住まい斡旋カウンター
- 紫苑館 生協食堂
- 紫苑館 教職員ラウンジ
- ベーカリーカフェ ジョアミ
- デイヴィスカフェ

### 同志社女子大学

#### 京田辺キャンパス
- 友和館 キャンパスストア
- 友和館 ブックストア
- 友和館 食堂
- 友和館 カフェテリア

#### 今出川キャンパス
- 新心館 キャンパスストア
- 心和館 食堂